# 陸上自衛隊開発実験団
陸上自衛隊開発実験団（りくじょうじえいたいかいはつじっけんだん、JGSDF Test and  Evaluation Command:TECOM）は、陸上自衛隊富士駐屯地に駐屯する陸上自衛隊教育訓練研究本部隷下の部隊である。

## 概要
陸上装備品等の開発実験および実用試験、射表の作成並びに自衛隊の任務の特性および野外環境から生起する傷病（NBC兵器による傷病を含む）の予防、応急治療等に関する調査研究を主な任務としている。開発実験団の前身は富士学校装備開発実験隊、航空学校飛行開発実験隊および各職種学校の装備研究部門である。団長および前身の装備開発実験隊長は理工学系の博士・修士号を有する陸将補（二）を基準に充てられる。
自衛隊法施行令（昭和29年政令第179号）第32条（本章に定めるもののほか、自衛隊の部隊の組織、編成及び警備区域に関し必要な事項は、防衛大臣が定める。）に編成の根拠を有する。他の団編成を取る部隊と異なり、副団長・高級幕僚の役職は設けられていない。

## 沿革
機械化実験隊
- 1958年（昭和33年）6月25日：陸上自衛隊富士学校総合研究部を改編し、機械化実験隊が編成完結。

装備開発実験隊
- 1970年（昭和45年）8月5日：機械化実験隊が装備開発実験隊に改編。

陸上自衛隊開発実験団
- 2001年（平成13年）3月27日：陸上自衛隊研究本部の隷下部隊として開発実験団が新編。

1. 富士学校総合開発研究部を母体として団本部が新編。
2. 装備開発実験隊を母体として装備実験隊が新編。
3. 航空学校飛行開発実験隊を母体として飛行実験隊が新編。
4. 衛生学校研究部の一部を母体として三宿駐屯地に部隊医学実験隊が新編。

- 2018年（平成30年）3月27日：陸上自衛隊研究本部の廃止に伴い、陸上自衛隊教育訓練研究本部隷下に編成替え。

## 部隊編成
特記ないものは富士駐屯地内に駐屯している。
- 開発実験団本部
  - 総務科（団の総務全般を担当）
  - 計画科（調査研究、実用試験、射表の作成および技術試験、団本部の隊員の教育訓練を担当）
  - 評価科（陸上装備品等の研究改善、装備品の評価を担当）
- 装備実験隊
  - 装備実験隊本部
  - 第1実験科（車両・施設器材・化学器材・需品器材）
  - 第2実験科（火器・ロケット・弾薬）
  - 第3実験科（誘導武器）
  - 第4実験科（電子機器.通信器材）
  - 第5実験科（指揮統制装置・情報器材）
  - 第6実験科（射表作成）
  - 第7実験科（計測業務）
- 飛行実験隊（明野駐屯地）
  - 飛行実験隊本部
  - 計測解析班（航空機等に関する実用試験の計画と実施を担当）
  - 飛行班（航空機等の実際の操縦を担当）-（OH-1、AH-64D）
  - 整備班（航空機等の整備、補給を担当）
- 部隊医学実験隊（三宿駐屯地）
  - 部隊医学実験隊本部
  - 医学・特殊武器衛生研究科
  - 実験科

## 主要幹部
| 官職名                 | 階級          | 氏名       | 補職発令日     | 前職                                                |
| ---------------------- | ------------- | ---------- | -------------- | --------------------------------------------------- |
| 陸上自衛隊開発実験団長 | 陸将補（二）  | 山本公威   | 2024年03月28日 | 防衛装備庁プロジェクト管理部 プロジェクト管理総括官 |
| 総務科長               | 2等陸佐       | 峰松浩一   | 2022年12月23日 | 東部方面総監部防衛部                                |
| 計画科長               | 1等陸佐（三） | 西田貴之   | 2023年12月22日 | サイバー防護隊長                                    |
| 評価科長               | 1等陸佐（三） | 溝渕久男   | 2022年12月01日 | 通信保全監査隊長                                    |
| 装備実験隊長           | 1等陸佐（三） | 大西昌弘   | 2024年08月01日 | 陸上自衛隊会計監査隊長                              |
| 飛行実験隊長           | 1等陸佐（三） | 藤原英之   | 2023年08月01日 | 陸上自衛隊教育訓練研究本部付                        |
| 部隊医学実験隊長       | 1等陸佐（三） | 川﨑真知子 | 2023年09月01日 | 自衛隊阪神病院第1外科部長 兼 耳鼻いんこう科部長     |

| 代 | 氏名     | 在職期間              | 出身校・期          | 前職                                               | 後職                                                        |
| -- | -------- | --------------------- | ------------------- | -------------------------------------------------- | ----------------------------------------------------------- |
| 01 | 福富繁   | 1958.6.25 - 1961.2.28 | 陸士46期・ 陸大56期 | →1958.8.1 1等陸佐昇任                              | 陸上幕僚監部幕僚庶務室勤務                                  |
| 02 | 進藤義彦 | 1961.3.1 - 1965.5.31  | 陸士47期            | 機械化実験隊副隊長 →1961.7.1 1等陸佐昇任           | 機械化実験隊付 →1965.10.31 停年退官                         |
| -  | 入江忠国 | 1965.6.1 - 1965.7.15  | 陸士51期            | 機械化実験隊長代理（本務：機械化実験隊副隊長）     | 機械化実験隊長代理（本務：機械化実験隊副隊長）              |
| 03 | 佐藤久彌 | 1965.7.16 - 1967.3.15 | 陸士49期            | 第7師団司令部幕僚長                                | 陸上自衛隊富士学校機甲科教育部長                            |
| 04 | 伊藤博邦 | 1967.3.16 - 1970.3.15 | 陸士51期            | 陸上幕僚監部第5部訓練演習班長 →1970.1.1 陸将補昇任 | 第9師団副師団長 兼 青森駐とん地司令 兼 青函地区輸送連絡隊長 |
| 未 | 曾根正儀 | 1970.3.16 - 1970.8.4  | 陸士53期            | 機械化実験隊副隊長                                 | 装備開発実験隊長                                            |

| 代                                     | 氏名                        | 在職期間                    | 出身校・期                       | 前職                                                 | 後職                                                   |
| 装備開発実験隊長（1等陸佐）            | 装備開発実験隊長（1等陸佐） | 装備開発実験隊長（1等陸佐） | 装備開発実験隊長（1等陸佐）      | 装備開発実験隊長（1等陸佐）                          | 装備開発実験隊長（1等陸佐）                            |
| -------------------------------------- | --------------------------- | --------------------------- | -------------------------------- | ---------------------------------------------------- | ------------------------------------------------------ |
| 01                                     | 曾根正儀 （1等陸佐）        | 1970.8.5 - 1972.7.16        | 陸士53期                         | 機械化実験隊長                                       | 陸上自衛隊富士学校勤務                                 |
| 02                                     | 飯田芳次 （1等陸佐）        | 1972.7.17 - 1974.3.15       | 陸士54期                         | 第1戦車群長 兼 北恵庭駐とん地司令                    | 陸上幕僚監部総務課勤務                                 |
| 03                                     | 今西四朗 （1等陸佐）        | 1974.3.16 - 1975.5.12       | 陸士56期                         | 装備開発実験隊副隊長                                 | 官吏死亡・陸将補昇任                                   |
| 04                                     | 石原常保                    | 1975.7.16 - 1977.3.15       | 陸士56期                         | 富士学校総合研究開発部長 →1976.1.1 陸将補昇任        | 陸上幕僚監部付 →1977.7.1 退職                          |
| 05                                     | 川瀬延勇                    | 1977.3.16 - 1978.7.31       | 軍官校3期                        | 陸上幕僚監部第4部副部長 →1977.7.1 陸将補昇任         | 陸上幕僚監部付 →1979.1.1 退職                          |
| 06                                     | 坂本喜男                    | 1978.8.1 - 1980.7.31        | 徳島工専 昭和20年卒              | 陸上幕僚監部装備部開発課長 →1979.1.1 陸将補昇任      | 陸上幕僚監部付 →1981.1.1 退職                          |
| 07                                     | 脇田正昭                    | 1980.8.1 - 1982.3.15        | 第七高等学校 昭和25年卒          | 陸上自衛隊富士学校管理部長                           | 陸上幕僚監部付 →1982.7.1 退職                          |
| 08                                     | 白垣博                      | 1982.3.16 - 1983.3.15       | 海兵78期・ 熊本大学 昭和28年卒   | 装備開発実験隊副隊長                                 | 陸上自衛隊武器補給処副処長                             |
| 09                                     | 杉浦敏夫                    | 1983.3.16 - 1985.8.7        | 熊幼48期・ 早稲田大学 昭和27年卒 | 陸上自衛隊化学学校長                                 | 陸上幕僚監部付 →1985.12.13 退職                        |
| 10                                     | 坂柳成功                    | 1985.8.8 - 1986.7.31        | 防大1期                          | 第4師団副師団長 兼 福岡駐屯地司令                    | 防衛大学校教授                                         |
| 11                                     | 中富逸郎                    | 1986.8.1 - 1988.7.6         | 防大2期                          | 調達実施本部東京支部副支部長                         | 調達実施本部副本部長 （調達管理第二担当）              |
| 11                                     | 功刀忠男                    | 1988.7.7 - 1990.3.15        | 防大2期                          | 陸上自衛隊通信補給処長 兼 大宮駐屯地司令             | 陸上幕僚監部付 →1990.4.1 退職                          |
| 12                                     | 衛藤貞宗                    | 1990.3.16 - 1992.3.15       | 防大5期                          | 陸上幕僚監部装備部開発課長 →1991.7.1 陸将補昇任      | 陸上自衛隊航空学校副校長                               |
| 13                                     | 久保善昭                    | 1992.3.16 - 1994.3.22       | 防大9期                          | 陸上幕僚監部防衛部研究課長 →1993.4.1 陸将補昇任      | 陸上自衛隊富士学校機甲科部長                           |
| 14                                     | 重村勝弘                    | 1994.3.23 - 1995.6.29       | 防大10期                         | 陸上幕僚監部防衛部研究課長 →1994.7.1 陸将補昇任      | 通信団長 兼 市ヶ谷駐屯地司令                           |
| 15                                     | 中村弘                      | 1995.6.30 - 1998.6.30       | 防大12期                         | 東千歳駐屯地業務隊長                                 | 第3施設団長 兼 南恵庭駐屯地司令                        |
| 16                                     | 竜野邦明                    | 1998.7.1 - 1999.7.8         | 防大15期                         | 統合幕僚会議事務局第1幕僚室 総務運営調整官兼総務班長 | 陸上幕僚監部装備部副部長                               |
| 末                                     | 星野將                      | 1999.7.9 - 2001.3.26        | 防大12期                         | 第7師団司令部幕僚長                                  | 陸上自衛隊開発実験団長                                 |
| 陸上自衛隊開発実験団長（陸将補（二）） |                             |                             |                                  |                                                      |                                                        |
| 01                                     | 星野將                      | 2001.3.27 - 2001.6.29       | 防大12期                         | 装備開発実験隊長                                     | 退職                                                   |
| 02                                     | 石井利博                    | 2001.6.29 - 2003.3.26       | 防大14期                         | 陸上自衛隊補給統制本部副本部長                       | 統合幕僚学校副校長                                     |
| 03                                     | 川合正俊                    | 2003.3.27 - 2004.7.31       | 防大17期                         | 自衛隊札幌地方連絡部長 →2003.12.5 陸将補昇任         | 陸上幕僚監部装備部副部長                               |
| 04                                     | 寺田和典                    | 2004.8.1 - 2005.12.4        | 防大20期・ 技術高級課程          | 自衛隊札幌地方連絡部長 →2005.3.28 陸将補昇任         | 陸上幕僚監部装備部副部長                               |
| 05                                     | 市田信行                    | 2005.12.5 - 2007.12.2       | 防大21期                         | 北部方面総監部人事部長                               | 陸上幕僚監部装備部副部長                               |
| 06                                     | 小渕信夫                    | 2007.12.3 - 2009.3.23       | 防大22期                         | 陸上自衛隊需品学校長                                 | 陸上自衛隊補給統制本部副本部長                         |
| 07                                     | 飯塚稔                      | 2009.3.24 - 2010.11.30      | 防大25期                         | 陸上幕僚監部装備部 武器・化学課長                    | 陸上幕僚監部装備部副部長                               |
| 08                                     | 川瀬昌俊                    | 2010.12.1 - 2012.7.26       | 防大26期                         | 東北方面総監部幕僚副長                               | 陸上幕僚監部装備部副部長 →2014.3.26 陸上幕僚監部開発官 |
| 09                                     | 藤本卓美                    | 2012.7.26 - 2013.8.26       | 防大27期                         | 第7師団司令部幕僚長                                  | 陸上自衛隊富士学校機甲科部長                           |
| 10                                     | 柴田昭市                    | 2013.8.27 - 2014.8.4        | 防大29期                         | 防衛監察本部監察官                                   | 陸上幕僚監部開発官                                     |
| 11                                     | 手塚信一                    | 2014.8.5 - 2016.3.22        | 防大27期                         | 東北方面総監部幕僚副長                               | 陸上自衛隊幹部学校副校長                               |
| 12                                     | 山﨑嘉樹                    | 2016.3.23 - 2016.12.19      | 防大28期                         | 北部方面総監部装備部長                               | 防衛装備庁プロジェクト管理部 プロジェクト管理総括官    |
| 13                                     | 木口雄司                    | 2016.12.20 - 2018.3.26      | 防大32期                         | 第1高射特科団長                                      | 陸上自衛隊高射学校長 兼 下志津駐屯地司令               |
| 14                                     | 叶謙二                      | 2018.3.27 - 2019.8.22       | 防大32期                         | 陸上自衛隊幹部学校教育部長                           | 防衛装備庁プロジェクト管理部 プロジェクト管理総括官    |
| 15                                     | 江頭豊一                    | 2019.8.23 - 2021.3.25       | 防大34期                         | 陸上幕僚監部監理部総務課庶務室長                     | 陸上自衛隊高射学校長 兼 下志津駐屯地司令               |
| 16                                     | 藤丸幸二                    | 2021.3.26 - 2024.3.27       | 防大35期                         | 東部方面後方支援隊長                                 | 陸上自衛隊北海道補給処長 兼 島松駐屯地司令             |
| 17                                     | 山本公威                    | 2024.3.28 -                 | 防大36期                         | 防衛装備庁プロジェクト管理部 プロジェクト管理総括官  |                                                        |

## 廃止部隊
- 1970年（昭和45年）8月4日廃止
  - 機械化実験隊（富士駐屯地）：
- 2001年（平成13年）3月26日廃止
  - 装備開発実験隊「装実」（富士駐屯地）：
  - 航空学校飛行開発実験隊：